# Asparagus coodei
Asparagus coodei — вид рослин із родини холодкових (Asparagaceae).

## Середовище проживання
Ендемік Туреччини (Ічел, Конья).